# Darren Allison
Darren Allison (nascido em maio de 1968), é um produtor musical britânico, músico e engenheiro de gravação, melhor conhecido por seu trabalho sobre os sons épicos de artistas como The Divine Comedy,Spiritualized, e, mais recentemente, Efterklang, Belle & Sebastian, e Amatorski.
Em Portugal, ele é conhecido como o produtor dos dois primeiros álbums de Hands on Approach, incluindo o hit single My Wonder Moon.
Ele também trabalhou com artistas português Phase e David Fonseca

## Discografia
- 1990: BAT - Angel Single (Co-Producer/Engenheiro/Misturando )
- 1990: Silver Bullet - Bring Down The Walls LP Tracks (Engenheiro/Misturando)
- 1990: Jesus Jones - Doubt Faixas do LP (Engenheiro)

(inclui singles Right Here, Right Now e International Bright Young Thing)
- 1990: Peter Blegvad - King Strut & Other Stories Faixas do LP (Engenheiro/Misturando)
- 1991: Gheorge Zamfir - Dances Of Romance LP (Engenheiro)
- 1991: My Bloody Valentine - Loveless LP (Engenheiro)
- 1992: Stex - Spiritual Dance LP (Engenheiro/Misturando)

(inclui Still Feel The Rain Single)
- 1992: Vegas - Vegas LP (Engenheiro)
- 1992: Savageworld - Timebomb Single (Misturando)
- 1993: Eurythmics - Live 1983-1989 Faixas do LP (Engenheiro)
- 1993: The Divine Comedy - Liberation LP (Produtor/Engenheiro/Misturando/Bateria/Percussão)
- 1993: Ioni - Sentence of Love Single (Misturando)
- 1994: F.O.U.R. - Wait Until Tonight Single (Misturando)
- 1994: The Almighty - Wrench Faixas do EP (Engenheiro/Misturando)
- 1994: Mike TV - Money Shot EP (Produtor/Engenheiro/Misturando)
- 1994: The Divine Comedy - Promenade LP (Co-Produtor/Engenheiro/Misturando/Bateria/Percussão)
- 1994: Dave Stewart - Greetings From the Gutter LP (Engenheiro)

(inclui Heart Of Stone Single)
- 1994: Nick Green - Where Love Is Found Faixa do EP (Engenheiro)
- 1994: Nick Green - Skeletons LP (Engenheiro)
- 1995: Luz Casal - Como La Flor Prometida LP (Engenheiro)

(inclui  Entre Mis Recuerdos Single)
- 1995: The Divine Comedy - Father Ted  TV (Co-Produtor/Engenheiro/Misturando/Percussão)
- 1995: Eusebe - Summertime Healing Single (Misturando)
- 1995: The Orb feat. Instrumental - Oxbow Lakes (Evensong) Faixa do EP (Produtor/Engenheiro/Misturando)
- 1995: Job - Rosary Beads 'n' Ice Cream LP (Engenheiro/Misturando)
- 1995: Shakespears Sister - Suddenly B Side (Engenheiro)
- 1995: Eusebe - If Masser Says It's Good Single (Misturando)
- 1995: The Divine Comedy - Casanova LP (Co-Produtor/Engenheiro/Misturando/Bateria/Percussão)

(inclui  singles Something For The Weekend,Becoming More Like Alfie, e Frog Princess)
- 1996: Juan Martín - Musica Alhambra LP (Engenheiro/Misturando)
- 1996: Right Said Fred - Big Time single (Engenheiro/Misturando)
- 1996: Jazzindo - The Debut Album LP (Engenheiro/Misturando)
- 1996: Spiritualized - Ladies and Gentlemen We Are Floating in Space Faixas do LP (Produção adicional/Engenheiro/Misturando)

(inclui  Electricity Single)
- 1997: Babybird - Ugly Beautiful(US version) Faixas do LP (Co-Producer/Engenheiro/Misturando)
- 1996: Clint Bradley - This Hour LP (Co-Produtor/Engenheiro)
- 1997: Jack - The Jazz Age LP (Produtor/Engenheiro/Misturando)

(inclui  Steamin' Single, e "Lolita" EP)
- 1998: Herve Zerrouk - Anita Emmene-Moi Single (Misturando)
- 1998: Dominique Dalcan - Ostinato Faixas do LP (Misturando)
- 1998: Elisa - Cure Me Single (Produtor/Engenheiro/Misturando)
- 1998: Electronic - Twisted Tenderness faixas do LP (Engenheiro)

(inclui  Late At Night Single)
- 1999: Hands on Approach - Blown LP (Produtor/Engenheiro/Misturando)

(inclui  singles My Wonder Moon ,Silent Speech e "Tao Perto Tao Longe")
- 1999: Hands on Approach - Blown Special(live tracks)LP Bonus Disc (Producer/Engineer/Misturando)
- 1999: BBMak - Sooner Or Later Faixa do LP (Produtor/Engenheiro/Misturando)
- 1999: Phase - 52 Minutes of your time LP (Produtor/Engenheiro/Misturando)

(inclui singles Get Down e Endless Road)
- 1999: Bôa - Tall Snake EP Faixa do EP (Produtor/Engenheiro)
- 1999: BBMak - More Than Words Faixa do EP (Co-Produtor/Engenheiro/Misturando)
- 2000: Bôa - Twilight Faixas do LP (Produtor/Engenheiro)
- 2000: Hands on Approach - Moving Spirits LP (Produtor/Engenheiro/Misturando)

(inclui The Endless Road Single)
- 2001: Maggiulli - A Bras Le Corps LP (Produtor/Engenheiro/Misturando/Guitarra/Teclados)
- 2002: Juan Martín - Camino Latino LP (Produção adicional/Engenheiro/Misturando)
- 2002: Ten Speed Racer - 10SR LP (Misturando)

(inclui singles Your Demon Heart e Fifteen)
- 2002: Belle & Sebastian - Love on the March Faixa do EP (Co-Produtor/Engenheiro)
- 2003: Candidate - Under the Skylon LP (Misturando)

(inclui singles Mountain Snow e Another One Down)
- 2004: Future Kings of Spain - Le Debemos ep Faixas do EP (Misturando/Percussão)
- 2005: Luxembourg - LVGB Single (Produtor/Engenheiro/Misturando)
- 2005: Dominique Dalcan - Music-Hall Faixa do EP (Misturando)
- 2006: Juan Martín - Rumbas Originales LP (Produtor/Engenheiro/Misturando)
- 2006: Electronic - Get the Message – The Best of Electronic Faixas do LP (Engenheiro)
- 2007: Efterklang - Parades LP (Misturando)
- 2007: Luz Casal - Vida Toxica LP (Engenheiro/Misturando)

(inclui singles Se Feliz e Soy)
- 2008: Efterklang - Caravan Single (Misturando)
- 2011: Amatorski - Tbc LP (Produção adicional/Misturando)

(inclui Soldier Single)
- 2012: The Blue Cats - Billy Ruffians Single (Misturando)
- 2012: The Blue Cats - Best Dawn Yet Faixa do LP (Misturando)
- 2013: Equinox, the Peacekeeper - Birdsongs On The Wasteland LP (Co-Produtor/Engenheiro/Misturando/Bateria/Percussão)
- 2013: Amatorski - How Are You Single (Produção adicional/Misturando)
- 2013: The Blue Cats - The Norton Spirit Single (Produção adicional/Misturando)
- 2013: Belle & Sebastian - The Third Eye Centre Faixa do LP (Produtor/Engenheiro)